# Jüdischer Friedhof (Meimbressen)

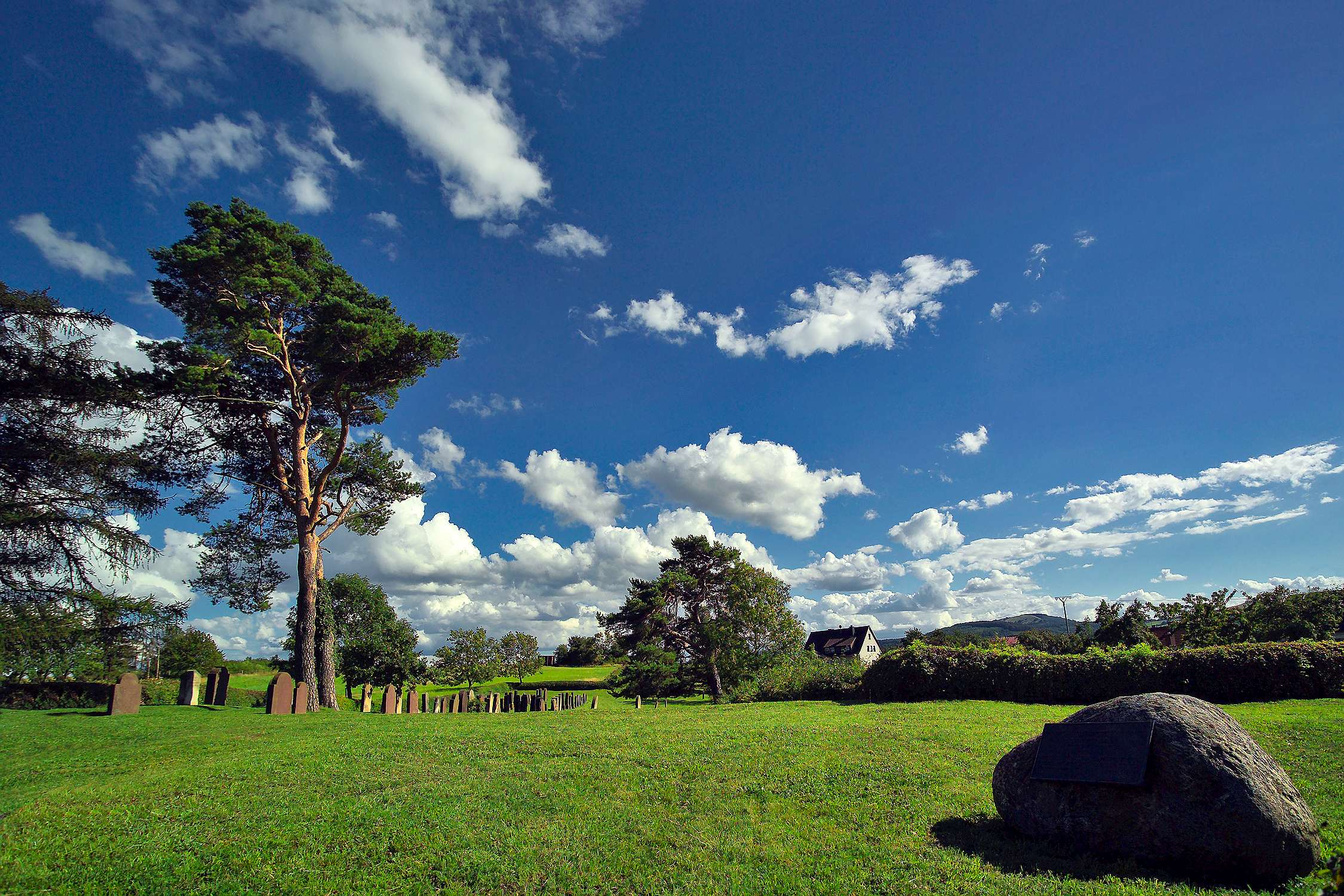
Der jüdische Friedhof von Meimbressen

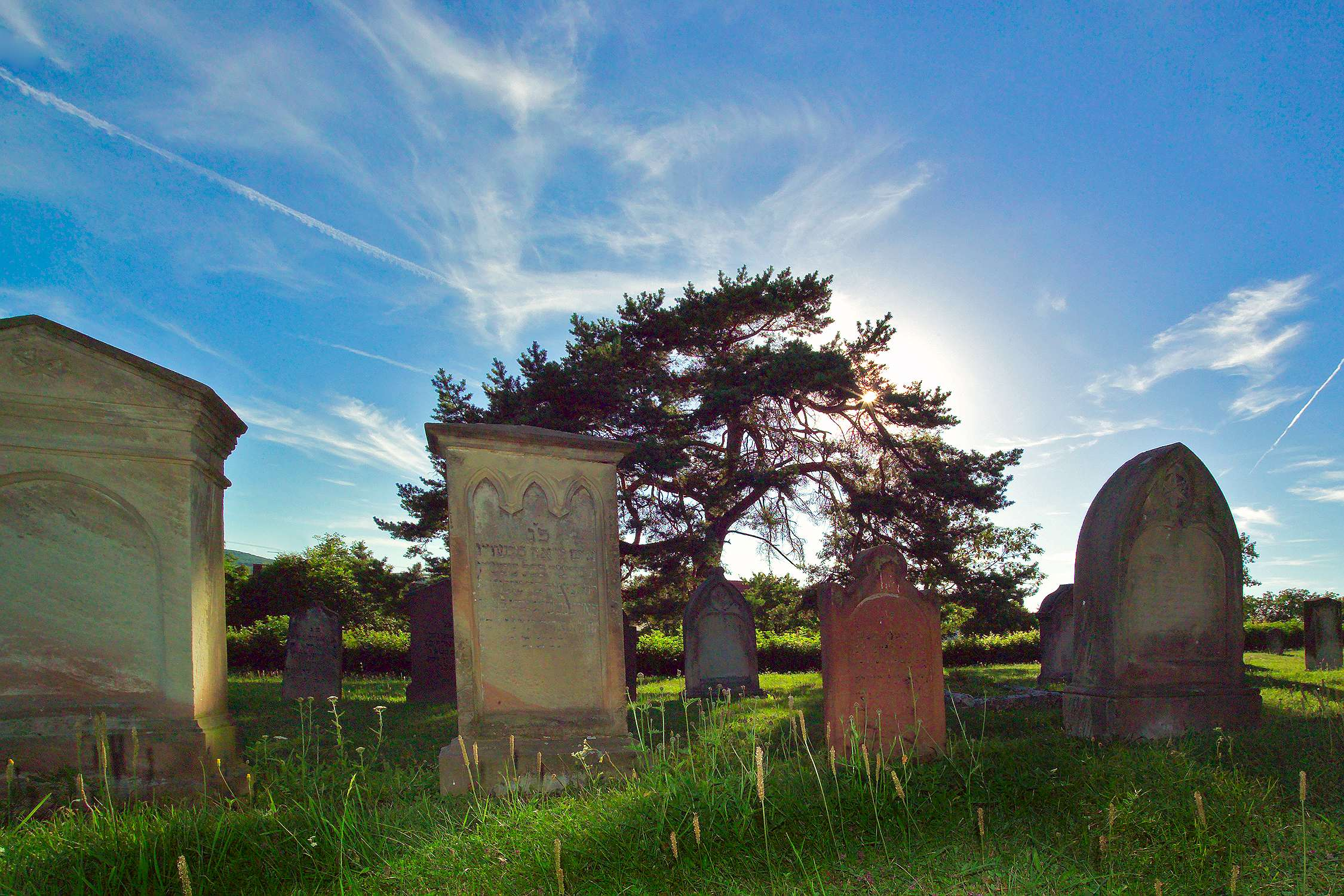
Grabsteine auf dem jüdischen Friedhof

Der Jüdische Friedhof Meimbressen ist ein Jüdischer Friedhof in Meimbressen (Großgemeinde Calden) im hessischen Landkreis Kassel. Er ist ein geschütztes Kulturdenkmal.

## Beschreibung
Der 7.230 m² große Friedhof, einer der größten jüdischen Friedhöfe Nordhessens, liegt am Ortsrand von Meimbressen – am Stangenweg gegenüber dem allgemeinen Ortsfriedhof bzw. gegenüber der Einmündung des Birkenweges in den Stangenweg. Die ältesten Grabsteine stammen aus der Zeit um 1700. Die letzte Bestattung fand 1938 statt. Nach einem Gräberverzeichnis von 1937 waren damals 127 Grabsteine vorhanden.